# Emerald (Wisconsin)
Emerald – miasto w Stanach Zjednoczonych, w stanie Wisconsin, w hrabstwie St. Croix.